# Tetramorium gazense
Tetramorium gazense är en myrart som beskrevs av Arnold 1958. Tetramorium gazense ingår i släktet Tetramorium och familjen myror. Inga underarter finns listade i Catalogue of Life.